# 1619 w literaturze
Wydarzenia literackie w 1619 roku.

## Nowe książki
- polskie
  - Kasper Twardowski – Kolęda, Nowe lato, Szczodry dzień abo piosneczki Emmanuelowe